# Мирамаре
Мирамаре (итал. Miramare, вен. Miramar) — замок в средневековом шотландском стиле, построенный на выдающейся в Адриатическое море скале в окрестностях Триеста по проекту архитектора Карла Юнкера (нем.) в 1856—1860 годах. Заказчиками строительства и хозяевами замка были австрийский эрцгерцог Максимилиан (будущий император Мексики) и его супруга, Шарлотта Бельгийская. В настоящее время открыт для посещения туристами. На прилегающей территории площадью 22 гектара разбит сад экзотических растений.